# 大漢溪生態廊道
大漢溪生態廊道，位于新北市大漢溪左右岸原，是由打鳥、鹿角溪、新海几处人工湿地串聯的生態廊道。
為有效改善大漢溪沿岸水質，政府以立法的方式提高排污标准，恢复生态環境。因大漢溪周边污水下水道用戶接管率偏低，環保局規劃以生態淨化方式處理匯入大漢溪的晴天污水，遂建立大漢溪生態廊道。

## 效益
- 處理汙水，同時提供生態教育及休閒遊憩。
- 人工濕地施工過程不破坏当地的生态环境。
- 污染量以节能环保的方式得到了控制。
- 將台北縣內陸型淡水溼地連結，有效保留生態棲息環境。

## 主要場址
- 鶯歌溪下游堤防新生地
- 三峽橋下游左岸礫間接觸曝氣
- 城林橋上游大安圳導水閘門排水口
- 浮洲橋下游右岸礫間接觸曝氣
- 浮洲橋下游右岸人工溼地
- 新海上游右岸人工溼地
- 大漢橋至華江橋段右岸河廊

## 外部連結
- 北縣大漢溪沿岸濕地形成生態廊道[永久]
- 鳥事、螢火蟲、生態來看北縣人工濕地[永久]